# Ballerup-Værløse Provsti
Ballerup-Værløse Provsti var indtil 2007 et provsti i Helsingør Stift.  Provstiet lå i Ballerup Kommune, Ledøje-Smørum Kommune og Værløse Kommune.
Ballerup-Værløse Provsti bestod af flg. sogne, der nu indgår i  Ballerup-Furesø Provsti og Frederikssund Provsti
- Ballerup Sogn
- Hareskov Kirkedistrikt
- Ledøje Sogn
- Måløv Sogn
- Pederstrup Sogn
- Skovlunde Sogn
- Smørum Sogn
- Værløse Sogn